# Уэстерман, Уильям Линн
Уильям Линн Уэстерман (Уэстерманн, Вестерман, Вестерманн, англ. William Linn Westermann; 15 сентября 1873, Белвилл, штат Иллинойс — 4 октября 1954, Уайт-Плейнс, штат Нью-Йорк) — американский папиролог и историк античности, востоковед. Занимался вопросами рабства в античном мире.

## Биография
Окончил Университет штата Небраска (бакалавр, 1894; магистр, 1896). С 1899 года учился в Берлинском университете и в 1902 году получил докторскую степень (науч. рук-ль Дильс), также учился там у Эд. Мейера.
По возвращении в США на преподавательской работе: в 1902—1906 годах в Миссурийском, в 1906—1908 годах в Миннесотском, в 1908—1920 годах в Висконсинском, в 1920—1923 годах в Корнеллском (фул-профессор) и в 1923—1948 годах в Колумбийском университетах (профессор истории). С 1948 года на пенсии.
Член американской делегации на Парижскую мирную конференцию 1919 года.
Один из первых папирологов в США.
Под руководством и при его участии были собраны и изданы с обширными комментариями несколько коллекций папирусов.
Автор «The Story of the Ancient Nations» (1912).
Автор оригинальной концепции, по которой рабство, крепостничество и наёмный труд были равномерно распределены в античном мире (см. БСЭ). Основной его труд по этому вопросу «Системы рабства греческой и римской античности» (Westermann W. L. The slave systems of Greek and Roman antiquity. Philadelphia, 1955) и поныне является наиболее полным исследованием по данной теме в англо-американском антиковедении.
Уэстерман считал, что роль и значение античного рабства сильно переоценивались, его концепция длительное время была влиятельной среди многих западных исследователей, однако ныне она раскритикована.
Среди его учеников — Мозес Финли (по свидетельству Эмили Грейс, Уэстерманн считал его наиболее обещающим из своих учеников), Naphtali Lewis и Meyer Reinhold.